# Adroaldo Loureiro
Adroaldo Mousquer Loureiro (Santo Ângelo, 15 de março de 1948 – Porto Alegre, 12 de fevereiro de 2016) foi um político Brasileiro, dentista, advogado e empresário gaúcho. Foi deputado estadual na Assembléia Legislativa do Rio Grande do Sul por quatro mandatos. Foi conselheiro do Tribunal de Contas do Estado do Rio Grande do Sul desde 2011.

## Carreira
Loureiro foi o fundador do Partido Democrático Trabalhista em Santo Ângelo, onde atuou como presidente do partido e coordenador regional.
Foi vereador no período de 1982 e 1988, depois serviu como prefeito de Santo Ângelo de 1993 até 1996. Desde 1999 é deputado estadual pelo PDT. Em 2007, esteve envolvido em um processo do Tribunal Superior Eleitoral, sendo acusado juntamente a outros deputados de usar albergues para obter benefícios eleitorais. Nesta oportunidade, foi absolvido, porém teve os direitos políticos cassados por três anos, a contar da última eleição, em 2006.
Em 2010, foi um dos Deputados Estaduais do Rio Grande do Sul que votou a favor do aumento de 73% nos próprios salários em dezembro, fato esse que gerou uma música crítica chamada "Gangue da Matriz" composta e interpretada pelo músico Tonho Crocco, que fala em sua letra os nomes dos 36 deputados (inclusive o de Adroaldo Loureiro) que foram favoráveis a esse autoconcedimento salarial; Giovani Cherini como presidente da Assembleia Legislativa do Rio Grande do Sul na ocasião entrou com uma representação contra o músico, Cherini falou que era um crime contra honra e o título era extremamente agressivo e fazia referência a criminosos que mataram o jovem Alex Thomas, na época Adão Villaverde que se tornou o sucessor na presidência da Assembleia Legislativa, expressou descontentamento discordando da decisão de Cherini, mas em agosto do mesmo ano o próprio Giovani Cherini ingressou com petição pedindo o arquivamento contra o músico com a alegação que não era vítima no processo (seu nome não aparecia na letra, pois como presidente do parlamento gaúcho na ocasião não podia votar) e que defendia a liberdade de expressão, na época Tonho recebeu apoio de uma loja que espalhou 20 outdoors pela capital Porto Alegre e também imenso apoio por redes sociais.
Atualmente sua família administra dois meios de comunicação na sua cidade natal: o Jornal das Missões e a Rádio Santo Ângelo.